# ريمون باسات
ريمون باسات (بالفرنسية: Raymond Passat)‏ ولد بتاريخ 28 ديسمبر 1913 في فرنسا، هو دراج فرنسي في صنف سباق الدراجات على الطريق.

## سجل النتائج

### سباقات أو مراحل فاز بها
- طواف فرنسا

## روابط خارجية
- ريمون باسات على موقع أرشيف الدراجات (الإنجليزية)
- ريمون باسات على موقع إحصائيات الدراجات الإحترافية (الإنجليزية)
- ريمون باسات على موقع CycleBase (الإنجليزية)